# Arturo Maffei
Arturo Maffei (ur. 9 listopada 1909 w Viareggio, zm. 17 sierpnia 2006 tamże) – włoski lekkoatleta, specjalista skoku w dal, medalista mistrzostw Europy z 1938.
Zajął 5. miejsce w skoku w dal na mistrzostwach Europy w 1934 w Turynie.
Na igrzyskach olimpijskich w 1936 w Berlinie zajął 4. miejsce w tej konkurencji  ex aequo z Wilhelmem Leichumem z Niemiec.
Zdobył srebrny medal na mistrzostwach Europy w 1938 w Paryżu, przegrywając tylko z Leichumem, a wyprzedzając innego Niemca Luza Longa.
Ośmiokrotnie był mistrzem Włoch w skoku w dal w latach 1930, 1932 i 1935–1940. Był również mistrzem Wielkiej Brytanii (AAA) w 1938 i wicemistrzem w 1931.
Trzykrotnie poprawiał rekord Włoch do wyniku 7,77 m uzyskanego 4 sierpnia 1936 w Berlinie. Rekord ten przetrwał aż do 1968, kiedy to poprawił go Giuseppe Gentile.